# David Macaulay
Pour les articles homonymes, voir Macaulay.
David Macaulay (né le 2 décembre 1946 au Lancashire) est un illustrateur et un écrivain américain, né britannique.
Il est célèbre pour ses livres pour enfants de vulgarisation sur l'architecture et les techniques, dont certains ont été adaptés en documentaires télévisés dans les années 1980.
Pour son œuvre comme illustrateur pour enfants, il a été sélectionné deux fois pour le prix Hans Christian Andersen, en 1984 et 2002, et une fois pour le Prix commémoratif Astrid-Lindgren en 2022.

## Biographie
Né au Lancashire en Angleterre, Macaulay part pour Bloomfield (New Jersey) à onze ans, où il commence à dessiner. Après son lycée (high school) en 1964, il s'inscrit à la Rhode Island School of Design (RISD), où il obtient une licence (bachelor's degree) d'architecture. Il décroche une bourse d'excellence de la RISD et passe sa cinquième année d'études à Rome, Herculanum et Pompéi.
Macaulay a vendu plus de deux millions de livres aux États-Unis, a été traduit dans une douzaine de langues, et est largement reconnu pour son travail, aux États-Unis et à l'étranger. Le magazine TIME a écrit de son travail "ce que [Macaulay] dessine, il le dessine mieux que tout autre illustrateur à la plume au monde."
Macaulay vit actuellement à Norwich (Vermont), et est invité comme "visiting critic" dans son école d'origine, la Rhode Island School of Design.

## Prix et distinctions
- le prix de la Fondation MacArthur en septembre 2006, pour "avoir célébré et expliqué les plus grandes réussites des civilisations en architecture et en ingénierie",
- la Médaille Caldecott, pour Black and White (1991) après avoir été finaliste (honors) pour Cathedral (1974) et Castle (1978)
- le Prix Boston Globe-Horn Book, pour The Way Things Work (1989),
- le Washington Children's Book Guild Nonfiction Award (1977, Honors),
- le Deutscher Jugendliteraturpreis pour Cathedral (1975),
- le Dutch Silver Slate Pencil Award,
- le prix Bradford Washburn, remis par le Musée de la science de Boston à un contributeur exceptionnel à la science.
- Sélection à deux reprises pour le prix Hans Christian Andersen, en 1984 et 2002[1]
- Sélection pour le Prix commémoratif Astrid-Lindgren 2022[2]
- La National Humanities Medal en 1995, avec la mention "auteur et illustrateur de livres largement récompensés qui l'élèvent parmi les meilleurs vulgarisateurs de la nation pour les grandes idées de l'histoire de l'architecture".

## Travail
Macaulay est l'auteur de plusieurs livres sur l'architecture et le génie civil. Son premier ouvrage, Cathedral (1973) est l'histoire, largement illustrée à la plume, de la construction d'une cathédrale gothique fictive mais représentative. Il a poursuivi cette veine dans une série de livres du même genre : City (1974) sur l'édification de Verbonia, une cité fictive mais typique de la Rome antique, Pyramid (1975), sur l'érection d'un de ces monuments du temps des pharaons égyptiens, Castle (en) (1977) sur la construction  du château fort médiéval d'Aberwyvern, Mill (1983) sur l'évolution des moulins et de l'énergie hydraulique en Nouvelle-Angleterre, et Mosque (2003) qui décrit la conception et la construction d'une mosquée de style Ottoman. City, Pyramid et Castle ont ensuite été adaptés en documentaires produits par Unicorn Productions et diffusés sur PBS entre 1983 et 1994.
Dans la même série, Macaulay a produit Underground (1976) qui décrit les fondations des immeubles et les réseaux souterrains (tuyaux d'adduction d'eau et d'égouts) qui passent sous un carrefour typique de ville, et Unbuilding (1980) qui décrit le démontage hypothétique de l'Empire State Building en vue de sa reconstruction au Moyen-Orient.
Macaulay a illustré d'autres livres, notamment le célèbre The Way Things Work (en) (Comment ça marche en version française), paru en 1988 avec des textes de Neil Ardley), qui a ensuite été augmenté et réédité sous le titre The New Way Things Work en 1998. Ces ouvrages restent ses plus grands succès commerciaux, et ont été adaptés en courts métrages d'animation sous les mêmes titres, dans une série coproduite par Millimages et Pearson Broadband. Macaulay est aussi l'auteur de quelques livres de fictions pour enfants.
Ses livres témoignent souvent d'un humour décalé. Dans The Way Things Work, il fait un grand usage d'hommes des cavernes et de mammouths laineux qui manipulent des versions géantes des appareils qu'il décrit. Dans Motel of the Mysteries (La civilisation perdue), paru en 1979, il décrit la découverte par des archéologues du futur d'un motel typique américain et leur interprétation ingénieuse du bâtiment comme étant un complexe funéraire et religieux. Baaa (Bêêê en français) se déroule après l'extinction de l'espèce humaine. Des moutons découvrent les artefacts de la civilisation humaine disparue et tentent de la reproduire, mais la nouvelle civilisation ovine reproduit les mêmes effets néfastes de disparité économique, de violence et de guerre que l'originale. 
Pour préparer son livre The Way We Work (Le corps humain en français), Macaulay a passé plusieurs années de discussions et d'études auprès de médecins et de chercheurs, en assistant à des interventions médicales et en réalisant de très nombreux croquis. Il a ensuite fait valider son travail par plusieurs professionnels de la médecine.
En juin 2007, le National Building Museum a inauguré une exposition d'un an intitulée "David Macaulay, l'art du dessin d'architecture".

## Livres
- Cathedral: The Story of Its Construction, 1974
  - traduit en français par Paul de Roujoux et Charles Rambert sous le titre Naissance d'une cathédrale, Deux coqs d'or, Collection Bibliothèque du livre d'or, 1974
- City: A Story of Roman Planning and Construction, 1974, 
  - traduit en français sous le titre Naissance d'une cité romaine, traduit par Roger Hanoune, Deux coqs d'or, Collection Bibliothèque du livre d'or, 1977
- Pyramid, 1975,
  - traduit en français sous le titre Naissance d'une pyramide, Deux coqs d'or, Collection Bibliothèque du livre d'or, 1975
- Underground, 1976, 
  - traduit en français sous le titre Sous la ville, Deux coqs d'or, Collection Bibliothèque du livre d'or, 1979
- Great Moments in Architecture, 1978
- Motel of the Mysteries, 1979, 
  - traduit en français sous le titre La Civilisation perdue : Naissance d'une archéologie, Deux coqs d'or, Collection Bibliothèque du livre d'or, 1981
- Unbuilding, 1980, 
  - traduit en français sous le titre La Déconstruction ou la Mort d'un gratte-ciel, Deux coqs d'or, Collection Bibliothèque du livre d'or, 1981
- Castle, 1982, 
  - traduit en français par Roger Hanoune sous le titre Naissance d'un château fort, Deux coqs d'or, Collection Bibliothèque du livre d'or, 1978
- Help! Let Me Out! illustrations sur un texte de David Lord Porter, 1982
- Mill, 1983, 
  - traduit en français sous le titre Du moulin à eau à l'usine textile, L'École des loisirs, 1982
- Baaa, 1985, 
  - traduit en français par Marie-Élisabeth Veslot sous le titre Bêêê, Deux coqs d'or, 1986
- Carpentry for Children, 1985
- Why the Chicken Crossed the Road, 1987
- The Way Things Work, 1988, 
  - traduit en français par Pierrette Cuendet et Jean-Noël Von der Weid sous le titre Comment ça marche, Larousse, 1991
- Black and White, 1990, 
  - traduit en français par Gaël Renan sous le titre Noir et Blanc, Édition Le Genévrier, 2011
- Ship, 1993, 
  - traduit en français par Pierre Bertrand sous le titre La Caravelle, L'École des loisirs, 1995
- Shortcut, 1995
- Rome Antics, 1997
- The New Way Things Work, 1998, une première réédition augmentée de The Way Things Work,
- Shortcut, Clarion Books, 1999
- Building the Book Cathedral
- Building Big, 2000, 
  - traduit en français sous le titre Les grandes constructions, L'École des loisirs, août 2002
- The Way Science Works, 2002
- Mosque, 2003, 
  - traduit en français sous le titre Naissance d'une mosquée, L'École des loisirs, octobre 2004
- Angelo, 2002
- The Way We Work, 2008, 
  - traduit en français par Sylvie Sargueil sous le titre Le corps humain : une machine incroyable, La Martinière jeunesse, septembre 2009
- Built to Last, HMH Books, 2010 : une compilation revue, augmentée et redessinée en couleurs des trois succès : Castle, Cathedral et Mosque.
- Jet Plane: How It Works, 2012
- Toilet: How It Works, 2013
- Eye: How It Works, 2013
- The Way Things Work Now, 2016, une deuxième réédition augmentée de The Way Things Work,
- Crossing on Time: Steam Engines, Fast Ships, and a Journey to the New World, 2019
- Mammoth Science: The Big Ideas That Explain Our World, Tested by Mammoths, 2020

## Résumés de quelques œuvres

### Ouvrages d'architecture et d'archéologie

#### Naissance d'un Château Fort(1977)
Le livre offre une description illustrée du château d'Aberwyvern, un château fictif construit entre 1283 et 1288. Comme beaucoup d'autres ouvrages de Macaulay, il s'agit d'une description écrite du processus de construction, accompagnée de dessins à la plume. Macaulay décrit les ouvriers et les outils qui auraient été nécessaires à la construction d'un château fort médiéval ainsi que de la ville l'entourant, Aberwyvern.
Le château est fictif, mais le contexte historique est réel. Macaulay situe sa construction dans le nord-ouest du Pays de Galles, sur la rivière Wyvern (fictive également), entre 1283 et 1288, alors qu'Édouard Ier d'Angleterre construisait en fait une série de châteaux pour faciliter sa conquête de ce territoire, une stratégie à long terme qui implique que les Anglais établissent une présence permanente au Pays de Galles sur plusieurs générations jusqu'à ce qu'ils soient progressivement acceptés par la population autochtone. Une grande partie de l'architecture est inspirée du château de Conwy, l'ingénieur étant Jacques de Saint-Georges, un personnage réel qui a conçu de nombreux châteaux en Savoie puis au Pays de Galles.

#### La caravelle (1995)
La caravelle est paru en français en 1995 aux éditions l'Écoles des loisirs, traduit de l'américain Ship par Pierre Bertand. Ce livre documentaire raconte l'histoire de la caravelle fictive Magdalena, construite en 1504 à Séville, et disparue dans la mer des Antilles, dans l'archipel imaginaire de Chérubia, situé près des Bahamas. Le livre est divisé en deux parties. La première relate le travail d'une équipe d'archéologues sous-marins américains, entre 1984 et 1993. Elle décrit les différentes étapes d'une fouille subaquatique : recherche et détection de l'épave, cartographie et fouille du site, remontée, analyse et conservation des objets retrouvés. Les archéologues sont aidés d'une historienne rapportant des indications précieuses de ses recherches dans les archives de Séville. Cela permet une transition vers la seconde partie du livre, constituée d'un journal décrivant toutes les étapes de la construction de la caravelle en 1504 dans le chantier naval de la famille Guerra à Séville. Les méthodes de construction navale de l'époque, en particulier la charpenterie de marine, y sont particulièrement détaillées, et dans une moindre mesure les voiles et gréements. Comme tous les ouvrages de Macaulay, la Caravelle est abondamment illustré. La première partie est émaillée de dessins en noir et blanc au fusain, certains imitant les plans et croquis techniques typiques des archéologues. La deuxième partie est constituée d'illustrations en couleurs, principalement à l'encre de chine et à l'aquarelle.

### Autres ouvrages de vulgarisation

#### Comment ça marche(1988)
Comment ça marche est un ouvrage de vulgarisation technique publié en 1988 par David Macaulay, avec des textes de Neil Ardley. Il s'agit d'une introduction pleine d'humour aux machines de tous les jours et aux principes scientifiques qui sous-tendent leur fonctionnement, décrivant des machines aussi simples que des leviers ou des engrenages et aussi compliquées que des radiotélescopes ou des boîtes automatiques. Chaque page se compose principalement d'un ou de plusieurs grands diagrammes décrivant le fonctionnement de la machine concernée. Ces dessins sont informatifs mais ludiques, dans la mesure où la plupart d'entre eux montrent des machines actionnées ou utilisées par des mammouths laineux, et sont accompagnés d'anecdotes d'un mystérieux inventeur sur le rôle (fictif) des mammouths dans le fonctionnement de la machine.
Deux éditions révisées, The New Way Things Work (1998), et The Way Things Work Now (2016) ont paru depuis, malheureusement sans adaptation française.

### Livres de fiction

#### Bêêê(1985)
Bêêê... est paru en français en 1986 aux Deux coqs d'or, traduit de l'américain Baaa par Marie-Élisabeth Veslot. Macaulay imagine une terre désertée par les humains, sans trace de catastrophe et sans explication. Dans un décor de petite ville occidentale, des moutons s'approprient alors l'espace et les habitations et adoptent peu à peu le mode de vie humain. Ils en reproduisent les excès et aberrations (surconsommation, pollution, congestion automobile, inégalités sociales) jusqu'à l'apparition d'un aliment miracle, le Bêêê, qui n'est pas sans rappeler le Soleil vert.
Noir et blanc (1990)
Noir est blanc est paru en français en 2011 traduit en français par Gaël Renan, aux Éditions Le Genévrier, dans la Collection Caldecott que l'éditeur consacre aux lauréats de ce prestigieux prix américain récompensant des ouvrages pour la jeunesse. Noir est blanc est un ouvrage atypique, avec une recherche graphique et formelle importante. Il raconte 4 histoires, "Un étrange voyage", "De drôles de parents", "Une longue attente" et "Une vraie pagaille", dessinées dans 4 styles différents : aquarelle, dessin au trait colorisé en sépia, dessin au trait en couleurs vives et dessin en aplats (sans contour). Chaque double page présente au lecteur 4 rectangles, un par récit. Les histoires avancent en parallèle sans qu'on ne perçoive d'abord de rapport entre elles. Pourtant des détails graphiques font le lien, puis permettent l'interpénétration des histoires pour finir en une confusion narrative.

## Adaptations

### Télévision

#### Documentaires PBS
Cinq documentaires de 56 minutes ont été adaptés de ses premiers livres architecturaux par PBS, sous le copyright "Unicorn Projects Inc.". Macaulay apparaît comme présentateur de terrain sur des sites adaptés aux sujets. Des vidéos d'images réelles en voix off et des séquences animées complètent les séquences avec Macaulay.
- Castle (1983), PBS
- Cathedral (1986), PBS
- Pyramid (1988), PBS
- Roman City (1994), PBS
- Mill Times (2001), PBS

#### Série animée
The Way Things Work (2001–2002), est une série de 26 épisodes de 13 minutes en dessin animé, basée sur le livre homonyme. Elle a été réalisée par Millimages et coproduite par l'éditeur Pearson Broadband et Schlessinger Media (Library Video Company (en)) en association avec les chaînes de télévision France 5, ZDF, TVOntario et TFO. Comme le livre d'origine, la série est connue en français sous le titre Comment ça marche.

### Logiciels éducatifs
- The Way Things Work, CDROM pour Windows 3.1 et MacOS, Dorling Kindersley Multimedia, 1994.
- Pinball Science, CDROM pour Windows 95/98 et MacOS, Dorling Kindersley Multimedia, 1998.

## Quelques expositions
- "David Macaulay, l'art du dessin d'architecture", National Building Museum, 2017
- Une attraction familiale comprenant des animatroniques et un film en 3D basé sur le livre Comment ça marche était l'une des premières attractions du centre commercial Metreon (en) à San Francisco, mais elle a été fermée en 2001.